# Heterusia prusa
Heterusia prusa är en fjärilsart som beskrevs av Druce 1893. Heterusia prusa ingår i släktet Heterusia och familjen mätare. Inga underarter finns listade i Catalogue of Life.